# Meiothecium papillosum
Meiothecium papillosum là một loài rêu trong họ Sematophyllaceae. Loài này được (Broth.) Broth. mô tả khoa học đầu tiên năm 1908.